# 한일학생회의
한일학생회의(Korea Japan Student Convention, 약칭 KJSC)는 한국의 대학생으로만 이루어진 학술단체의 하나이며, 격년 단위로 한국과 일본에서 여름에 학술교류와 문화교류를 목표로 하는 회의가 개최되고 있다. 자매단체로는 일한학생회의(Japan Korea Student Conference)가 있다. 1986년 제1회 동경대회 개최 이래로 각국의 대학생들을 선발하여 학술과 연계된 활동을 하고 있으며, 학술 외에도 나눔의 집 방문 등 한국과 일본 양국과 관련된 활동을 포괄적으로 하고 있다. '한국과 일본을 대표하는 대학생 민간 외교관'이라는 모토 하에 다방면에서 교류를 추진하고, 한국과 일본 사회에게 영향력을 끼치기 위해서 노력하고 있다. 특징으로는 다양한 전공의 학생들의 모임, 그리고 체계적인 동우회, 마지막으로 모든 일들을 자치적으로 도맡을 수 있는 구조를 들 수 있다.

## 한일학생회의의 사회성
한일학생회의는 특정 단체의 산하에 있지 않고,운용 및 다른 비용은 섭외와 소정의 참가비로만 이루어진다. 즉,한일학생회의에서 운용되는 기금은 다양한 교류 단체를 후원하는 기금회나 혹은 사기업에서 홍보 혹은 사회환원을 목적으로 한 지원에서 대부분 얻게 된다. 사회에서 많은 지원을 받는 만큼 한일학생회의는 나눔의 집에 정기적으로 봉사활동을 하거나, 일본에서 역사와 관련된 논란이 불거질 때마다 관련 디스커션 등, 사회의 일원으로의 취지에 걸맞게 다양한 활동을 한다.